# Josia Thugwane
Josia Thugwane (auch: Josiah Thugwane, * 22. April 1971 in Bethal, Südafrika) ist ein südafrikanischer Marathonläufer und der erste schwarze Olympiasieger seines Landes.
Sein erster Erfolg war 1993 der Sieg bei den südafrikanischen Marathonmeisterschaften. 1995 folgte der Sieg beim Honolulu-Marathon. Nachdem er sich für die Olympischen Spiele 1996 in Atlanta qualifiziert hatte, kam er bei einem Raubüberfall nur knapp mit dem Leben davon, als ihn eine Pistolenkugel am Kinn streifte.
Trotzdem gewann er den Marathon in Atlanta im knappsten Finish, das es je bei Olympischen Spielen gegeben hatte, mit drei Sekunden Abstand vor Lee Bong-ju (KOR) und acht Sekunden vor Erick Wainaina (KEN). 1997 konnte er seine Erfolgsserie fortsetzen, als er Dritter beim London-Marathon wurde und den Fukuoka-Marathon mit seiner persönlichen Bestzeit von 2:07:28 h gewann. Danach machten ihm Verletzungen und der Tod seines Trainers Jacques Malan zu schaffen, und so belegte er bei den Olympischen Spielen 2000 in Sydney lediglich Platz 20.
2002 gelang ihm dann mit einem Sieg beim Nagano-Marathon ein eindrucksvolles Comeback.
2011 erhielt er den Order of Ikhamanga in Silber.